# Sucro (oppidum)
La antigua ciudad romana de Sucro se corresponde con el asentamiento íbero contestano que los griegos llamaron Sicana.
Tucídides (nacido el año 460 a.C.), en "Historia de la guerra del Peloponeso VI, 1-2", refiere que sus habitantes, los sicanos (en griego Σικανοί, Sikanoi), poblaron Sicilia dos o tres generaciones antes de la guerra de Troya.
El término oppidum designa en latín a un lugar elevado, es decir a un altozano («alcudia» en valenciano) cuyas defensas naturales han sido reforzadas por la intervención del hombre y que puede tener una extensión muy variable: desde una a varios centenares de hectáreas. En la península ibérica los oppida también son también conocidos como castros o citanias.
Polibio (nacido el año 200 a. C.) confirmó la importancia de la ciudad de Sucro al señalar que era una de los enclaves hispanos más favorecidos para el comercio por su privilegiada situación.

## Datos históricos

### Iberosyfenicios

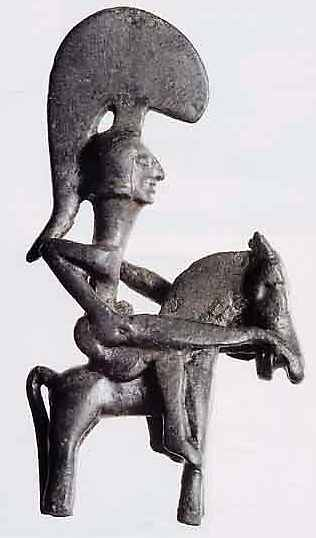
El guerrero de Mogente.

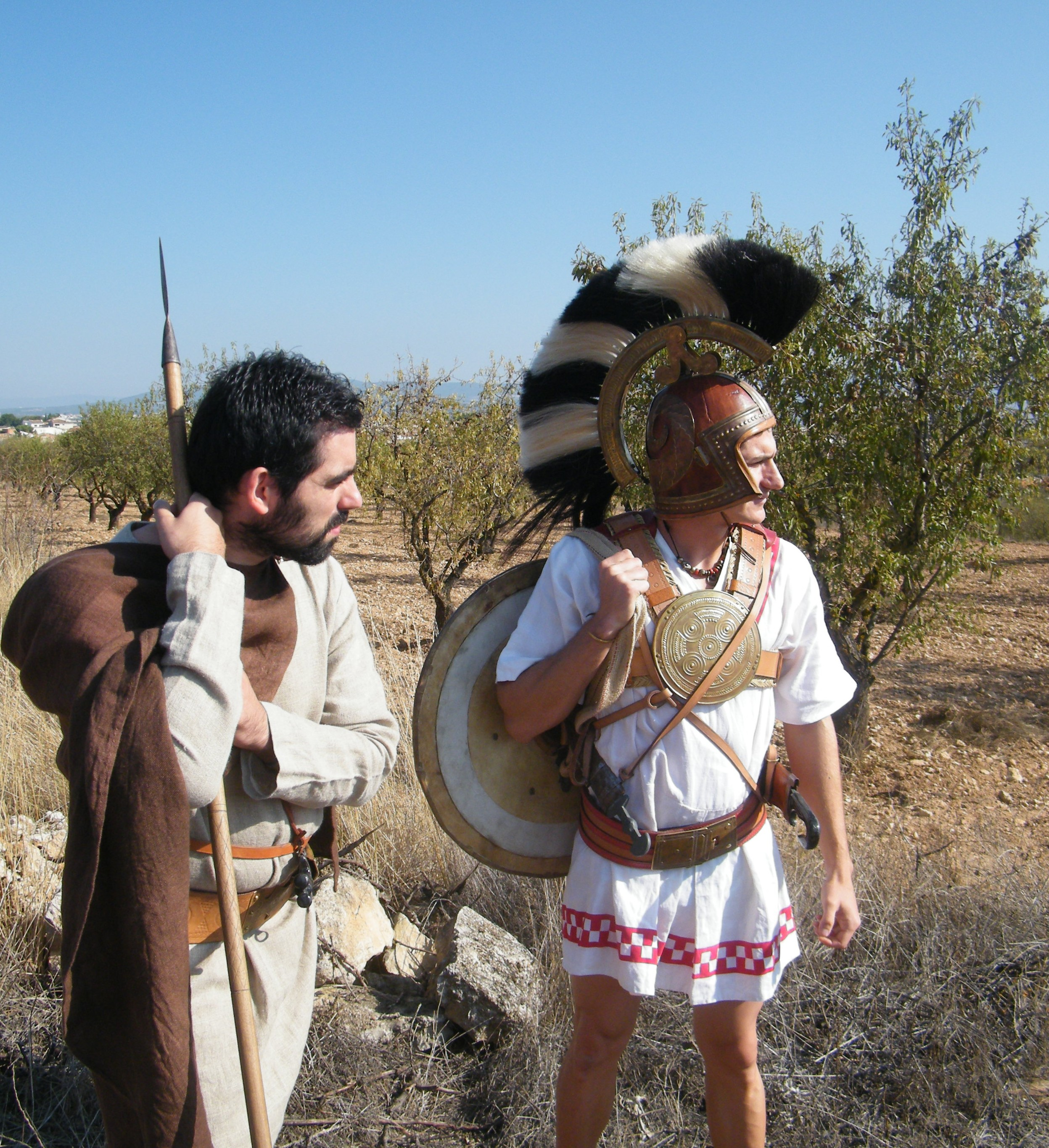
Los íberos vestían indumentaria roja y blanca y portaban una falcata como arma.

Durante el Hierro Antiguo el paraje del «alteret de la vint-i-huitena» de Albalat de la Ribera debió de ser (dado el abundante material fenicio allí encontrado, junto a cerámicas del Bronce Final) un importante centro de recepción y distribución de mercancías (Bonet y Mata, 2001: 178; Ribera, 2003: 363). Desde allí se distribuirían hacia centros del interior donde se han documentado estos materiales en mucha menor medida.
También se encontraron en el «alteret de la vint-i-huitena»  restos muy superficiales de cerámica ibérica con decoración geométrica y floral (Aranegui Gascó, C.  Els romans en terres valencianes, Valencia, Edicions Alfons el Magnànim - IVEI, 1996).
Por otro lado la presencia de cerámicas romanas caracterizadas por un pigmento negro brillante (cerámica campaniense de tipo A y B, algunas datadas del siglo II a. C.) podría confirmar que la ciudad perduró hasta la época tardorrepublicana e incluso bastante más allá, según diversas fuentes históricas.
La ciudad romana de Sucro se originó en el campamento romano que Publio Cornelio Escipión el Africano estableció allí en 209 a.C. cuando avanzó desde Sagunto hasta Cartagena durante la segunda guerra púnica de Roma contra Cartago.
La ciudad de Valencia  (denominada entonces Valentia) se fundó por veteranos itálicos un poco más al norte sobre el río Tyrius (actual Turia) y poco a poco se convirtió en el principal centro romanizador de la región valenciana al sustituir la previa relevancia de la ciudad de Sucro. 
Ambas ciudades fueron devastadas, casi simultáneamente en el 75 a.C., por el general optimate (senatorial) Cneo Pompeyo Magno en su lucha contra el general rebelde popular Quinto Sertorio, durante las guerras civiles sertorianas. 
Valencia fue refundada en la época Augusta, pero no se produjo una reconstrucción similar de la mucho más antigua ciudad romana de Sucro.

### Escipión y el motín de Sucro al final de la segunda guerra púnica

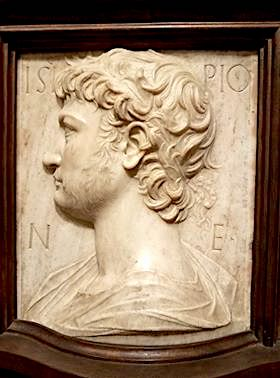
Retrato de Escipion el Africano en mármol, c. 1460-1465, por Mino da Fiesole (Museo de Arte de Filadelfia)

Fasces

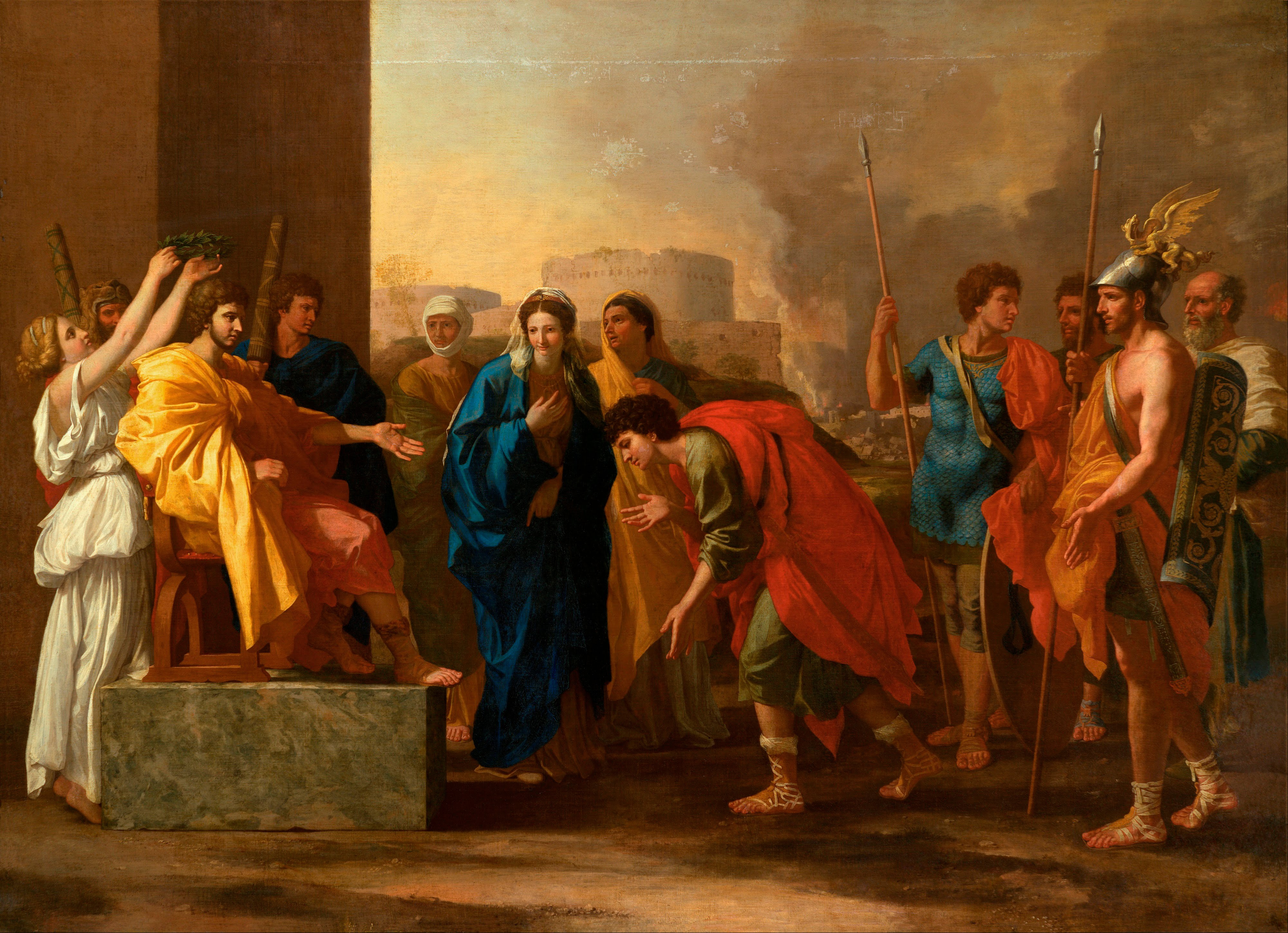
La clemencia de Escipión, cuadro del pintor francés Nicolas Poussin. Museo Pushkin (Moscú).

En el año 212 a. C. Publio Cornelio Escipión padre de "el Africano" conquistó Sagunto a los cartagineses durante la segunda guerra púnica y posteriormente, en año 209, fue el hijo quien se dirigió hacia Cartagena la cual conquistó. Posteriormente, volvió a derrotar a los cartagineses en la decisiva batalla de Baecula. Había dejado en Sucro (un oppidum íbero situado en los meandros finales del río Júcar): un campamento que fue el origen de la futura ciudad romana de Sucro la cual quedó localizada justo en el punto intermedio del recorrido que Publio Cornelio Escipión hizo desde Tarraco (Tarragona) hasta Cartago Nova (Cartagena). 
La importancia estratégica de Sucro radicaba en que al dominar ese enclave (situado justo en el cruce del Júcar con la futura vía Augusta) se controlaba el paso entre dos regiones íberas (Edetania, al norte y Contestania, al sur), pues solamente en Sucro era fácilmente vadeable el Júcar. Por ello desde allí se podía partir en dos el dominio romano en la península al romperse la comunicación vía terrestre entre el norte más romanizado (la Hispania Citerior que después fue la Tarraconense) y el sur con el valle del Guadalquivir (es decir, la Hispania Ulterior la cual fue después dividida en la Cartaginense y la Bética).
La comarca de la Ribera del Júcar entró en la historia cuando Tito Livio (íntimo amigo del emperador César Augusto) relató como a principios de 206 a. C. (justo tras la batalla de Ilipa, durante la segunda guerra púnica) se produjo la sublevación de Sucro.
Se amotinaron contra Publio Cornelio Escipión los 8.000 soldados allí localizados, dirigidos por los sediciosos Atrio (Cayo Atrio Umbro) y Albio (Cayo Albio Caleno). La sublevación se produjo por varios motivos: por la falta de suficientes abastecimientos, porque se les adeudaba varias soldadas y porque la guarnición no había participado del botín de guerra conseguido al conquistarse (3 años antes, en 209 a. C.) la ciudad de Cartago Nova al ejército púnico de Asdrúbal Barca, hermano de Aníbal (el cual se encontraba por entonces arrasando la península itálica). 
Los soldados de Sucro querían parte del botín pero no habían participado en la conquista de Cartagena pues permanecieron en la retaguardia, en el oppidum de Sucro junto al Júcar.
El motín fue favorecido por creer erróneamente los rebeldes que Escipión había fallecido tras haber enfermado en Cartago Nova  y haber asumido L. Marcio interinamente el mando de las tropas. Los sediciosos llegaron a contactar con los rebeldes íberos nativos Indíbil y Mandonio e incluso llegaron a arrasar las localidades vecinas de Sucro en busca de un botín compensatorio. Llegaron a  quitar las insignias militares romanas normales y las reemplazaron con las insignias de fasces y hachas (símbolo de la muerte). 
Escipión tuvo que actuar astutamente pues solo disponía ya de 7.000 hombres en Cartago Nova y los amotinados eran más de 8.000. Les mandó una carta a través de siete tribunos leales pidiendo a los sediciosos que fueran a Cartago Nova para cobrar sus soldadas atrasadas y para recoger suministros. Simultáneamente mandó también a algunos recaudadores a diversas ciudades difundiendo inmediatamente esa dispersión y ese afán recaudatorio para que así los desleales creyeran en su sinceridad y se sintieran seguros. Después eligió un día para reunirse con los sediciosos a fin de que ellos recibieran lo prometido.
Tras engañar de esta manera a los amotinados y lograr atraerles hasta Cartago Nova, sus cabecillas fueron obsequiados con una opípara cena con abundante bebida y cuando ya estaban en estado de embriaguez fueron apresados e inmediatamente encarcelados con grilletes en las piernas.

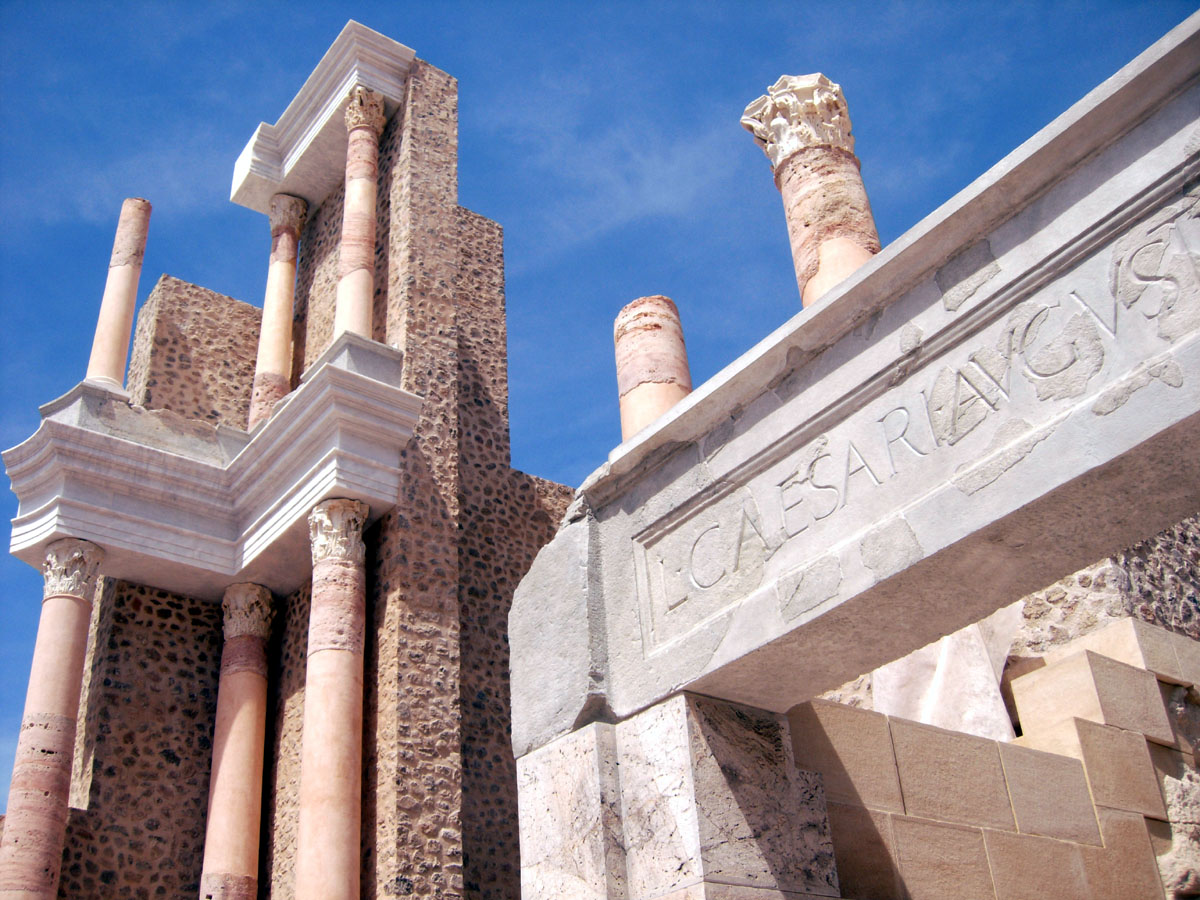
Teatro romano de Cartagena

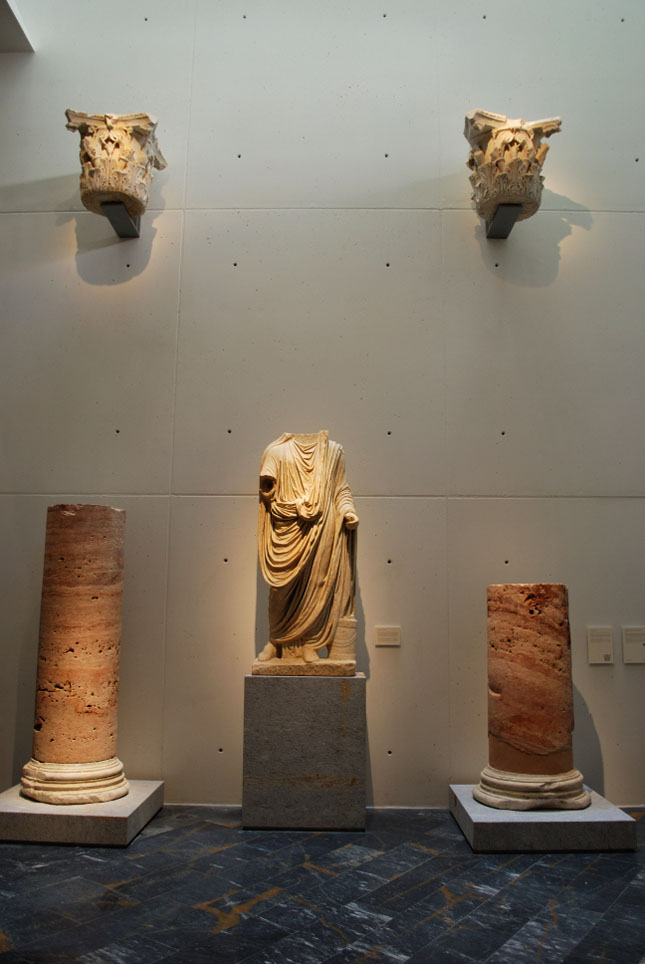
Museo del Teatro Romano de Cartagena

A la mañana siguiente Escipión, tras hacerles creer que su guarnición de Cartago Nova estaba ausente y que estaban recaudando para ellos, reunió a los 8.000 rebeldes ya sin sus cabecillas. Estos observaron con sorpresa, y al contrario de lo esperado, que Escipión aparentaba excelente salud. 
Entonces el lugarteniente de Escipión, M. Junius Silanus, rodeó con 7.000 soldados leales bien armados (en realidad ninguno había abandonado el lugar) a los 8.000 sediciosos los cuales ingenuamente habían acudido al acto totalmente desarmados.
Escipión el Africano les dedicó seguidamente un larguísimo discurso (seguramente muy adornado por Tito Livio en su relato posterior) que fue genial, pues les fue amedrentando progresivamente. Al inicio de su soflama les embaucó llamándoles hermanos, pero terminó llamándoles traidores. El momento culminante del discurso fue cuando Escipión les recordó el destino de una legión que se amotinó con el tribuno Décimo Vibelio (el cual controló Reggio durante diez años) y que entonces toda la legión, 4.000 hombres, fueron ajusticiados en el foro de Roma.
Una muestra, corta, del discurso: 
“Ni siquiera sé con qué nombre llamaros: ¿ciudadanos, los que os separasteis de vuestra patria?, ¿acaso soldados, quienes rechazasteis la autoridad militar y los auspicios y rompisteis los vínculos sagrados?, ¿enemigos? Reconozco los cuerpos, ropas y el aspecto de los conciudadanos, veo los comportamientos, las palabras, los proyectos y el talante de los enemigos”.
Mientras los sediciosos oían el larguísimo discurso de Publio Cornelio Escipión fueron progresivamente rodeados por las tropas leales.
Tras finalizar el discurso los soldados leales golpearon sus espadas contra sus escudos de metal, alarmando enormemente a los amotinados, totalmente desarmados.
A continuación vieron con horror como los 35 cabecillas (incluidos los dos principales, Atrio y Albio) eran llamados por su nombre, desnudados hasta la cintura, llevados al centro del foro, castigados y golpeados, después atados a una estaca y finalmente decapitados frente a ellos, siendo posteriormente arrastrados los 35 cadáveres por el suelo.
Después los 8000 soldados sediciosos fueron llamados uno a uno, y tras hacer que se quitasen las insignias de fasces y hachas fueron obligados a jurar fidelidad a Publio Escipión (fidelidad al general y no a Roma) y a medida que cada uno recitaba su juramento, para su sorpresa, se le abonaba el salario que se le debía.
Así finalizó el motín originado en Sucro y con ello Africanus consiguió unir los 8000 amotinados en Sucro a a sus 7000 soldados fieles en Cartago Nova.
Esa hábil magnanimidad se justifica porque Escipión necesitaba reincorporar esas tropas rebeldes (8.000+7.000=15.000 soldados a sus órdenes) para proseguir la lucha contra Cartago y también para poder marchar contra los caudillos indígenas Indíbil y Mandonio los cuales, tras creerle enfermo, habían sublevaron a los lacetanos y contratado a muchos mercenarios celtíberos para su causa rebelde.
Posteriormente, tras la conquista de Gadir (Cádiz) y la expulsión de los cartagineses, Escipión incorporó Hispania al imperio, dividiéndola en dos provincias: Citerior y Ulterior (Augusto las reconvirtió posteriormente en tres: Tarraconense, Bética y Lusitana al dividir en dos a la segunda).
Tito Livio en su libro Ab Urbe condita refiere en que cuando Escipión regresó a Roma en el año 205 a. C. celebró los juegos (ludi) que había prometido durante el motín y que los dedicó más a su éxito en sofocar la rebelión de Sucro que a sus victorias sobre los cartagineses en España. 

### Durante la segunda guerra púnica soldados de Sucro también lucharon junto a los cartagineses: con Aníbal en Italia

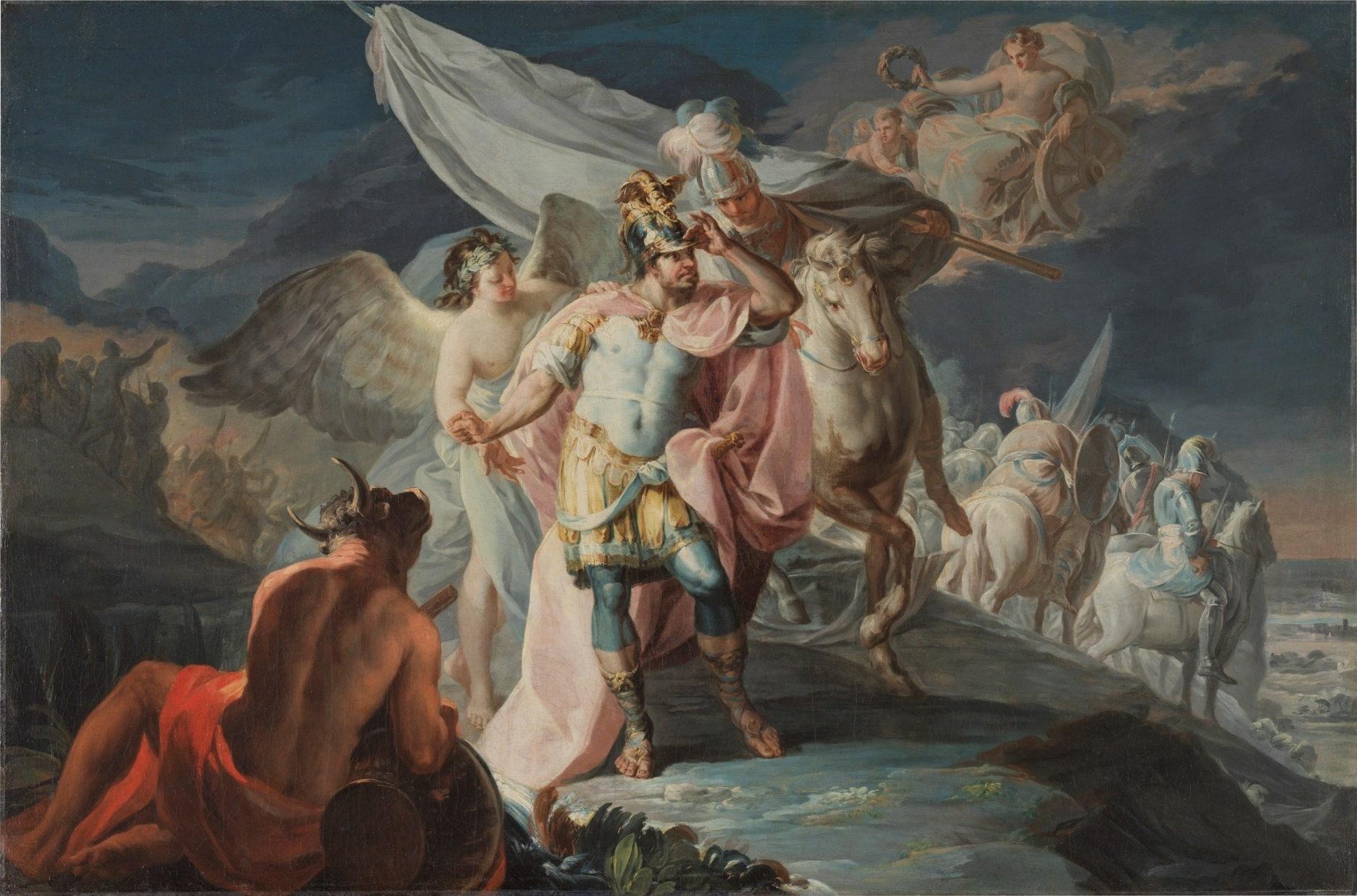
Aníbal vencedor contemplando por primera vez Italia desde los Alpes (1770), óleo de Francisco de Goya.

Cayo Silio Italico, poeta español (pese a su nombre) y cónsul de Roma a la muerte de Nerón (el cual vivió del 25 al 99 de nuestra era), en su poema sobre la segunda guerra púnica (Puniconorum-Silli Italici) nos habla de los soldados sucronenses que acompañaron a Aníbal hasta Italia, los cuales, al igual que los soldados setabenses, lucían resplandecientes armaduras. 
Ambas tropas, soldados sucronenses y setabenses, estaban formados por nativos hispanos pues eran íberos contestanos, dado que la Contestania se extendía desde Sucro (Albalat de la Ribera) hasta Ilice (la actual Elche) es decir desde el río Vinalopó, al sur, hasta la Albufera o hasta el río Júcar, al norte.

Ello evidencia que los íberos contestanos de Sucro participaron en la segunda guerra púnica apoyando tanto a los ejércitos romanos (con Escipión) como en los cartagineses (con Aníbal y Asdrúbal) pero no se les puede considerar mercenarios pues durante la guerra entre Cartago y Roma la neutralidad en Hispania era, de facto, totalmente imposible.

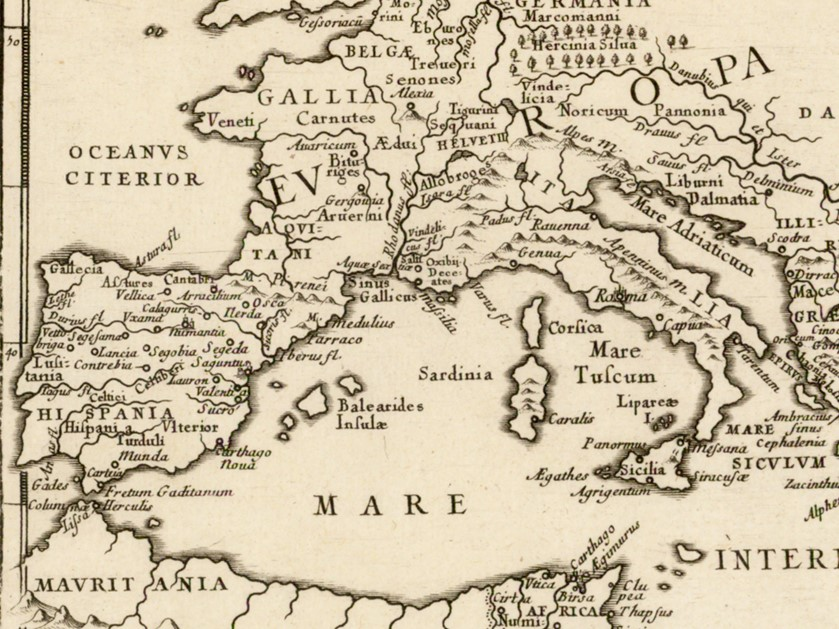
Sucro, en el Imperii Romani Iuventus, de Duval (1677), detalle. En (E)mancipa-ment, Cullera (Valencia).

### Senador Quintus Varius Hybrida Sucronensis
Él es el más antiguo senador hispanorromano conocido. 
En el año 90 a. C. fue elegido en Roma como tribuno de la plebe.
Fue denominado Quintus Varius Sucronensis (Quintiliano, Instituciones oratorias, 5, 12, 10) o Varius Severus Sucronensis (Valerio Máximo, Hechos y dichos memorables, 3, 7, 8). El término Sucronensis indica que nació en Sucro y Hybrida tal vez señalaba que fue el fruto de una relación entre un romano destinado en Sucro y una mujer hispana. Su padre le habría traspasado su nombre y su fortuna, necesariamente grande para haber podido llegar a ser tribuno. 
Cicerón dice de Quinto Vario Severo que era un excelente orador pero su origen extra itálico lastró, dada la habitual xenofobia romana, su carrera política y sus enemigos le acusaron de no ser un auténtico romano (Valerio Máximo: “llamado Hybrida por lo incierto de su derecho a la ciudadanía”). Significativo es que cuando él acusó ante el senado a M. Emilio Escauro de haber aceptado sobornos del rey Mitrídates, el discurso de defensa del viejo senador fue breve pero muy contundente: “Quinto Vario Sucronensis (tal vez "sucronensis" pronunciado con tono de retintín) dice que Emilio Escauro ha traicionado a la República y al Pueblo de Roma; Emilio Escauro lo niega; ¿a quién vais a creer?”. Tras ello Escauro fue absuelto, rodeado por de los vítores de la asamblea.
Durante su año de mandato, (tal vez intentando demostrar que era más romano que nadie) impulsó la Lex Varia de maiestate, la cual permitía acusar de traición a quien intentara obtener la ciudadanía para un aliado y también castigaba a quien instase a la rebelión de los aliados. Como consecuencia de esa ley se creó una comisión para enjuiciar a los sospechosos de ello. 
Una jugarreta del destino fue el que algunos años más tarde Quinto Varius Hybrida Sucronensis fuera condenado al exilio tras ser juzgado y condenado justo por la misma ley que él había impulsado. 
La escritora australiana Colleen McCullough, también mestiza y con ascendencia maorí (catedrática de medicina, pero más conocida por haber escrito El pájaro espino), retrató muy negativamente en su novela La corona de hierba de 1991 a este primer ciudadano conocido de la ciudad romana de Sucro.
Quintus Varius Sucronensis es también protagonista de la novela La ciudad perdida de Sucro de la escritora alcireña Mª Amparo Olivares Estruch.

### Batalla de Sucro (Pompeyo contra Sertorio, durante la guerra civil sertoriana)

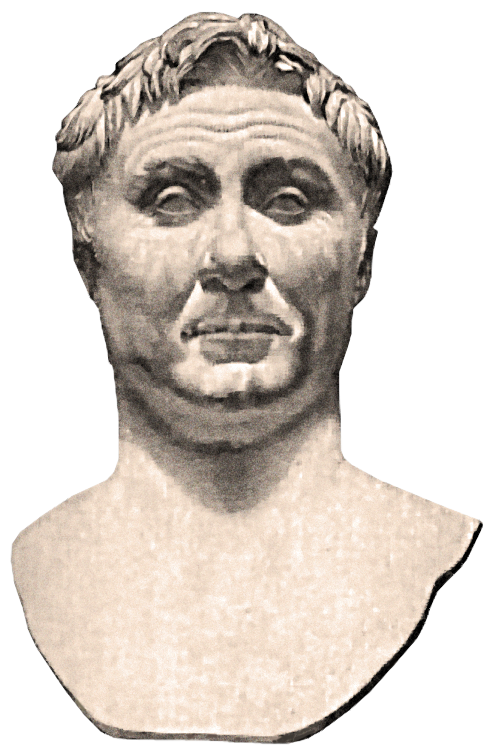
Pompeyo el Grande. Busto en mármol de la Ny Carlsberg Glyptotek, de Copenhague, Dinamarca.

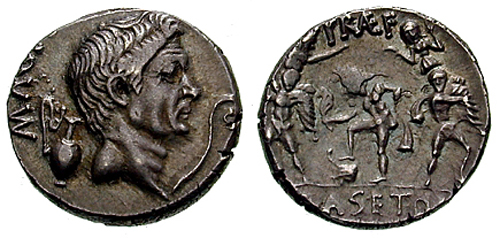
Pompeyo en una moneda de su hijo Sexto Pompeyo.

Senatvs Popvlvs Qve Romanvs (Trad.: El Senado y el pueblo romano).

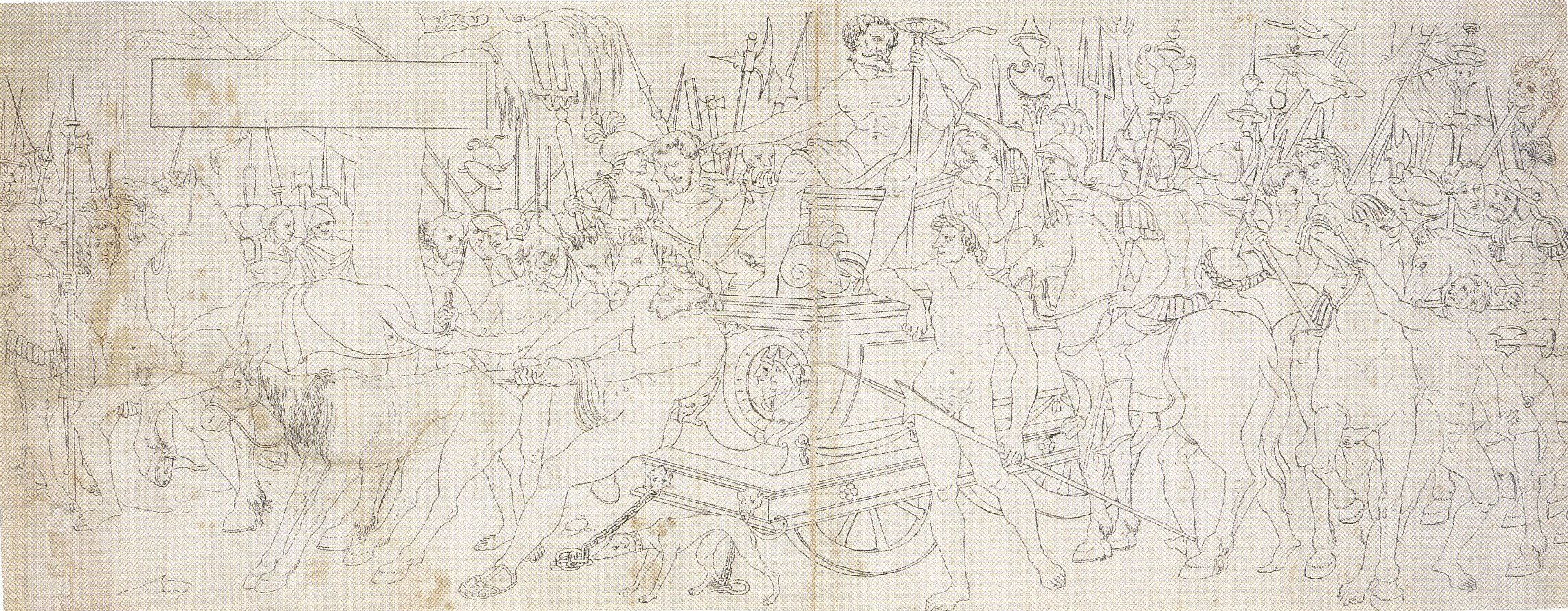
Quinto Sertorio
Hans Holbein el Joven

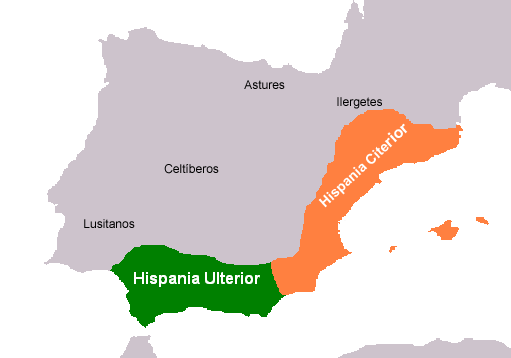
Iberia, con las provincias romanas en tiempo de Sertorio

Plutarco, en el s. I d. C., en sus Vidas Paralelas, refiere que durante las guerras civiles denominadas Guerras Sertorianas, la ciudad de Sucro quedó totalmente destruida tras la batalla de Sucronem del año 75 a. C. cuando (casi 300 años después del célebre motín) allí se enfrentaron las tropas senatoriales de Cneo Pompeyo Magno con las del general rebelde Quinto Sertorio.
Quinto Sertorio había localizado en Sucro sus tropas para impedir desde esa estratégica situación (vado de la vía Augusta sobre el Júcar) que se unieran los dos ejércitos senatoriales: el del veterano y viejo procónsul Quinto Cecilio Metelo Pio (que estaba asentado en la actual Andalucía) y el del joven Pompeyo que estaba localizado en la actual Cataluña (tras haber atravesado los Pirineos y haber conseguido que las ciudades y tribus del norte del Iber, el Ebro, se pasaran a su bando abandonando al rebelde Sertorio).
En la primavera del 75 a. C. Pompeyo descendió desde la actual Cataluña hacia Sucro mientras Metelo avanzaba por el valle del Júcar desde la Bética en una maniobra de pinza envolvente sobre Sucro, donde se había atrincherado Sertorio.
Dos generales sertorianos, Perpenna y Herenio, se desplazaron hacia el norte y se enfrentaron a Pompeyo en la batalla del Turia, junto a la ciudad de Valencia, mientras Sertorio seguía esperando en Sucro la llegada de Metelo. La batalla la ganaron los pompeyanos y Valencia quedó arrasada hasta su posterior refundación en época de Augusto. En el solar de la Almoina se han encontrado esqueletos de legionarios que entonces fueron sometidos a atroces suplicios, empalados o con los miembros cortados.
El general Herenio murió pero el ejército de Perpenna logró replegarse y se unió al de Sertorio en Sucro (según refiere Apiano que debió basarse en Salustio, casi contemporáneo de los hechos), y ambos esperaron allí la llegada de Pompeyo desde el norte y la de Metelo desde el sur.
Pompeyo contaba con unos 20.000 hombres de los cuales la mayor parte debían ser legionarios itálicos a los que habría que añadir a unos 400 jinetes. Por el contrario en los ejércitos rebeldes la mayoría eran nativos íberos.
La noche antes de la batalla de Sucro hubo una tormenta eléctrica y todo el horizonte se iluminó con relámpagos, pero los veteranos soldados de ambos ejércitos ignoraron ese siniestro evento y al día siguiente los ejércitos se prepararon para la batalla (Apiano, Guerras civiles, 1.110.)
El joven Pompeyo, muy impaciente, atacó a Sertorio durante un atardecer ("a la caída del día"), sin esperar la llegada de Metelo, al no desear compartir la gloria de la victoria con el viejo general. También Sertorio buscó la batalla para combatir con Pompeyo sólo, antes de la llegada de Metelo, evitando verse rodeado.
Sertorio se puso al mando del ala derecha del ejército dejando la izquierda a Perpenna. 
Frente a Sertorio se desplegaba el ala izquierda senatorial mandada por Lucio Afranio. 
Pompeyo también prefirió el ala derecha, la cual solía ser la favorita en los ejércitos de la antigüedad y se situó así frente a Perpenna. 
Sertorio atacó de noche y con el ala derecha logró hacer retroceder a Afranio, mientras que su ala izquierda, con Perpenna, empezó a ceder terreno frente a Pompeyo. Percatado de ello, Sertorio dejó el mando de su ala a otros y corrió hacia el sector que estaba siendo arrollado. Logró contener la desbandada y pronto cambiaron las tornas pues fueron las tropas de Pompeyo las que se desbandaron. Pompeyo, descabalgado y herido en la pierna por un íbero, logró escapar gracias a que los jinetes africanos que le perseguían se entretuvieron peleando entre ellos al robar los arreos de oro de su caballo. 
Mientras tanto Lucio Afranio, libre de la presión de Sertorio, había logrado la victoria y persiguió a los sertorianos hasta su campamento y logró tomar Sucro, saqueándola durante la noche ignorando la derrota de Pompeyo, pero Sertorio al regresar al campamento tras vencer a Pompeyo, cogió a Afranio entre dos fuegos y le obligó a retirarse. 
Con ello en la batalla de Sucro Sertorio venció dos veces a Afranio y una a Pompeyo, pero su general Perpenna perdió dos veces frente a las tropas senatoriales. 
La oscuridad impuso el final de la batalla y ambos ejércitos se retiraron. Pompeyo reagrupó a la mayoría de su ejército y se retiró a su propio campamento.
A la mañana siguiente, y estando ya ambos bandos preparados para continuar la batalla, llegó a tiempo el ejército de Metelo por el suroeste de la llanura Sucronem (actual Ribera del Júcar) procedente de Saetabis. Su unión con las tropas de Pompeyo provocó la retirada de Sertorio hacia Sagunto.   
La batalla de Sucro había marcado su declive. 
La matanza mutua fue enorme y el resultado fue dudoso. Sertorio perdió unos 10 000 hombres, y el ejército senatorial una cifra similar. Hubo, pues, tablas.  Al parecer Sertorio, dijo refiriéndose despectivamente a Metelo y a Pompeyo: “Si la vieja no hubiera aparecido hubiera corrido al chico a latigazos hasta la misma Roma”. 
La mayoría de detalles sobre la batalla de Sucro (Sucronem) los proporciona Plutarco pero también fue citada por Apiano, por Salustio (solo unos decenios después), por Gelio, por Flor (epit. 2, 10  "apud Lauronem atque Sucronem") e incluso por Cicerón.
Sertorio y Perpenna se replegaron hacia Sagunto acosados desde el sur por Pompeyo y Quinto Cecilio Metelo Pio. Se libró la batalla de Sagunto (tercera batalla del año 75, tras las del Turia y la de Sucro). Sertorio venció otra vez a Pompeyo, matándole 6.000 hombres pero perdiendo 3000, mientras que Perpenna fue vencido otra vez por Metelo y perdió 5000 hombres). El enfrentamiento final entre Sertorio y Metelo tuvo también un resultado dudoso. Otra vez tablas.
Tras ello, Sertorio, ya mediante guerra de guerrillas, logró interceptar los víveres a sus adversarios ayudado por el dominio de la costa de sus piratas amigos, también rebeldes contra Roma, los cuales controlaban la costa del levante peninsular. Con ello les obligó a replegarse hacia el norte. Metelo fue a la Galia, mientras que Pompeyo fundó en la actual Navarra la ciudad de Pamplona (Pompaei-ilun, ciudad de Pompeyo a la cual dio su nombre).
Posteriormente, en el 72 a. C. Sertorio fue apuñalado a traición en Osca (Huesca) en una conspiración dirigida por su general Marco Perpenna (tanta veces perdedor y además, al parecer, muy envidioso y ruin).  Pompeyo derrotó con facilidad a Perpenna en su primera batalla. 
Toda Hispania quedó sometida en la primera parte del año siguiente, el 71 a. C.
Con ello la victoria final fue para Pompeyo, el cual regresó a Italia donde se enfrentó con los restos del ejército de otro rebelde, Espartaco (el cual se había rebelado el 73 a. C.), los cuales también fueron derrotados por él.
Al llegar a Roma, el Senado le autorizó para celebrar otro triunfo en virtud a sus victorias frente a Sertorio y los esclavos de Espartaco, mientras que Craso (el verdadero vencedor de Espartaco) tuvo que conformarse con solo una ovación. El 31 de diciembre de 71 a. C., Pompeyo entró en la ciudad de Roma en su carro triunfal, un simple eques, celebrando su segundo triunfo extralegal por las victorias en Hispania.

### La cierva albina de Sertorio

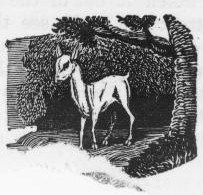
Diana, la pequeña corza blanca que acompañó a Sertorio en sus últimos años, se convirtió en el símbolo de la buena fortuna de su dueño, quien afirmaba contar con el favor de la diosa del mismo nombre.

La anécdota de la cierva de Sertorio la encontramos en Dichos y hechos memorables de Valerio Máximo, obra dedicada a Tiberio (sucesor de Augusto). Fue recogida también por Plutarco, Gelio, Apiano y muchos más. 
Refiere que Sertorio tenía como mascota o como talismán a una cierva blanca (albina) que era muy veloz y que había sido cazada (o le regalaron) en Lusitania.
Ella era interpretada por su crédula tropa como un regalo de Diana y por ello como un augurio de victoria pues Sertorio les hizo creer que la cierva adivinaba el porvenir y que la diosa Diana le daba consejos a través de ella.
La cierva desapareció justo cuando las cosas empezaron a empeorar en la batalla de Sucro lo cual entristeció mucho a Sertorio y más aún a sus soldados. Ya finalizando la batalla la cierva fue encontrada en una "palus proxima" (¿tal vez la albufera?). Sertorio le dio dinero a quien la encontró para que callase sobre ello y dijo a su tropa que los dioses le habían prometido ayuda y tras ello mostró la cierva como señal de buen augurio.
Fue justo entonces cuando la balanza se inclinó a favor de los sertorianos, los cuales pese a replegarse hacia el norte, hacia Sagunto, no fueron derrotados en Sucro. 
Algunas fuentes dicen que al salir del agua la cierva tenía un tono marrón lo cual implicaría que todo fue un ardid para elevar la moral de la tropa.

### Sucro, zona de paso durante la guerra entre César y Pompeyo

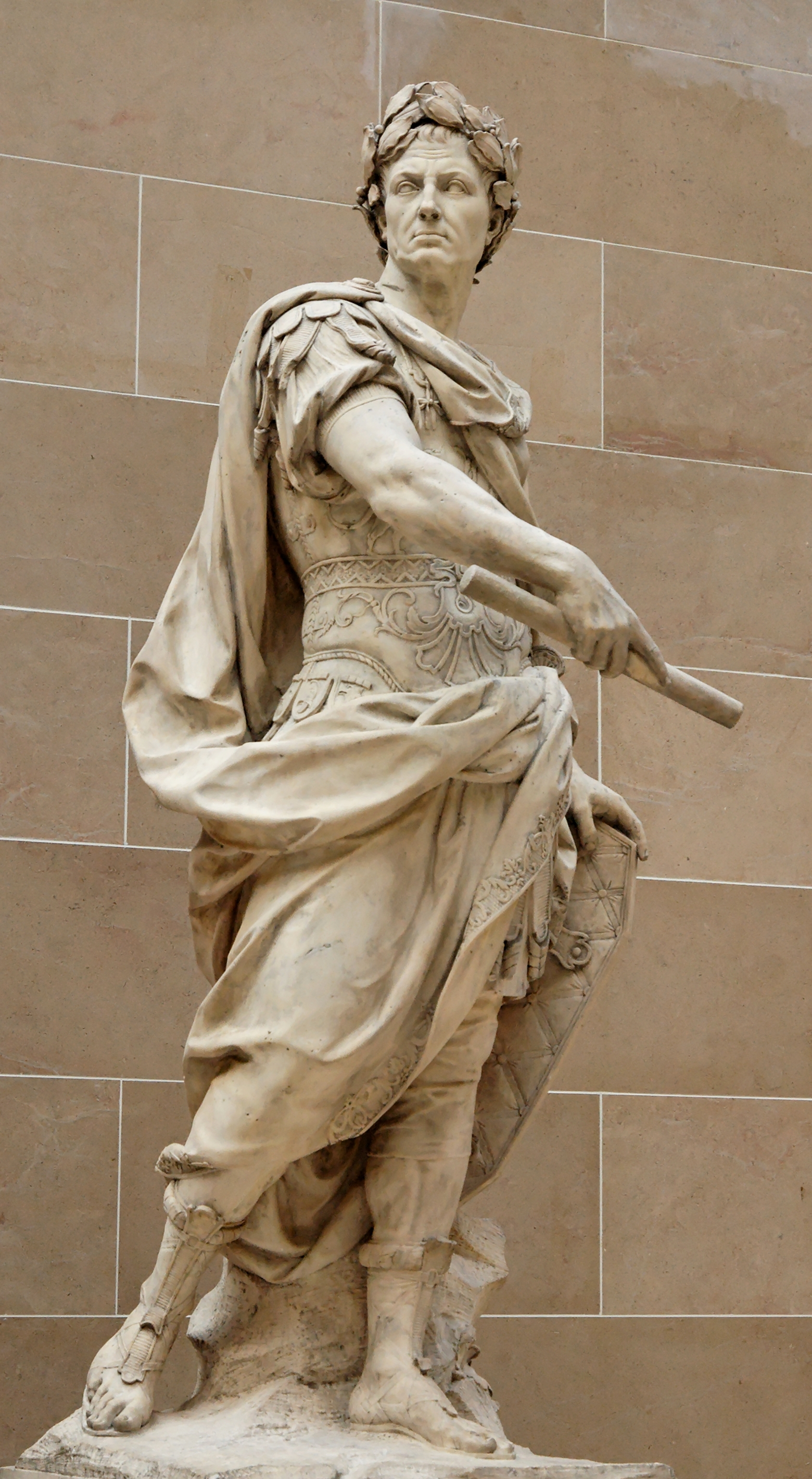
'Julio César. Obra de Nicolas Coustou.

Sucro reaparece en boca de Lucio Anneo Séneca. En su obra Tratado sobre los beneficios refiere que Julio César (100-44 a. C.) se produjo un esguince de tobillo cerca de Sucro, justo cuando se dirigía desde Tarraco (Tarragona) a la Bética durante su viaje hacia Obulco (Porcuna, Jaén) durante su confrontación con Pompeyo.
Séneca tomó esta anécdota de Asinio Polion, contemporáneo de Julio César, y su relato fue recogido por Suetonio en su Vida de los doce césares.
Relató en esa obra que un veterano legionario defendía un pleito contra unos vecinos ante Julio César y que le recordó a éste que cuando se torció el tobillo en Sucro él le había socorrido y suministrado agua con su casco ya que al estar César lesionado no podía caminar hasta la fuente.
César no había reconocido al legionario porque había quedado deformado, perdiendo además un ojo, en la batalla de Munda (en algún lugar de la Bética)  durante la guerra civil entre Pompeyo y César. 
Tras recordar la anécdota se le concedieron al veterano soldado los campos en los que un camino vecinal había ocasionado el pleito planteado ante César..

### Últimas referencias históricas
Plinio el Viejo, en la segunda mitad del siglo I d. C., habla de Sucro como una ciudad que existía antiguamente (Historia natural 3, 20), por lo que ya en esa época debía de haber desaparecido, pero el río y la antigua ciudad mantuvieron su condición limítrofe en la época imperial romana.
La última referencia romana a Sucro, muy tardía, es el único ejemplar que nos queda del Itinerario Antonino el cual es ya de la época de Diocleciano, del siglo IV.
Con las invasiones bárbaras desaparece cualquier referencia a la ciudad de Sucro, la cual quedó durante siglos a merced del soterramiento producido por los aluviones del entonces río homónimo, hoy denominado Júcar, los cuales fueron ocultando progresivamente los restos romanos. 
Hasta finales del siglo XIX se podía vadear el río Júcar a pie desde Albalat hasta la Granja (el edificio medieval situado enfrente, en el actual término de Poliña del Jucar, donde también se han localizado restos romanos) pero se requería el uso de una barcaza (hoy en el escudo de la villa de Albalat) para pasar los pesados carros a la orilla sur. 
Tras la invasión de los árabes, en la zona más alta (el antiguo oppidum) adyacente a la intersección de la Vía Augusta con el vado del río Júcar se desarrolló una alquería (del árabe القرية al-qarīa, «pueblo, caserío») denominada Al-Blat (significando camino empedrado, calzada, vía…) donde, tal y como lo recoge el Libro de los Hechos, pernoctó, durante cuatro noches, Jaime I de Aragón en el año 1238, año en el que fue conquistada. 
Posteriormente por el vado de Albalat cruzó el Júcar el futuro rey Jaume II para unirse a su padre Jaume I para sitiar Játiva.
Esclapés en el primer capítulo de su Historia de Valencia refiere la existencia, al sur de esta ciudad, de una puerta llamada Sucronense por conducir a la ciudad de Sucro. 
Lamarca en su Historia de la conquista de Valencia concretó que la puerta estaba situada en la calle San Vicente y que se localizó una inscripción en la fachada del convento de las religiosas de la Trinidad que hacía referencia a la PORTA SUCRONENS.

## Datos geográficos
Las localidades de Albalat de la Ribera, Algemesí, Alcira, Cullera y Sueca han defendido tradicionalmente ser el solar que albergó a la antigua ciudad de Sucro, apoyadas por los respectivos descubrimientos arqueológicos.
Los que eran partidarios de la ubicación en la actual ciudad de Sueca (Valencia), señalaban que se han encontrado restos en la vecina Cullera los cuales justificarían a una de estas dos ciudades (un mismo municipio antes de su segregación) como descendiente del antiguo campamento romano. De hecho hasta su nombre podría derivar del original, atendiendo a que se cree que esta zona fue poblada por sicanos (apréciese la similitud con el actual gentilicio 'suecanos'). Según Chofre, Sucro oppidum se hallaba ubicado en lo alto de la  Montaña de los Zorros de Cullera (L'Alt del Fort).
Esa disyuntiva entre la localización en Sueca o Cullera (defendida por Modesto Lafuente) frente a la localización en Alcira (defendida por Vicente Boix), quedó resuelta cuando, a finales del pasado siglo XX, los nuevos descubrimientos arqueológicos y también la revisión del miliario de la Vía Augusta, determinaron que la localización más probable está en el punto medio entre ambas ciudades (Sueca y Alcira)  es decir en la pequeña villa de Albalat, la cual equidista de ambas urbes. Ellas son las capitales actuales de las comarcas Riberas Baja y Ribera Alta y de ellas depende Albalat en el ámbito judicial (Sueca), en el sanitario Alcira) y también en el comercial (de ambas capitales comarcales). 
En los últimos años, Albalat de la Ribera ha ganado peso en comparación con el resto de localidades ya que, como encontramos en el actual plano de la Vía Augusta, esta solamente pasaría por Albalat y por Alcira, dejando de lado Cullera (solo en esta y en Albalat se han encontrado restos íberos), descartandose Sueca por su lejanía respecto a la citada calzada romana, y eliminando Alcira por la total ausencia de restos arqueológicos íberos. 

### Geógrafos antiguos
El geógrafo Estrabon de Amasi, en tiempos de Tiberio, en su obra Geografía (más concretamente en su Tratado sobre España Antigua) y en referencia a su descripción del litoral valenciano, señaló que «el litoral, desde Cartagena al río Ebro, tiene en medio al río Sucro, su desembocadura y la ciudad del mismo nombre ("Haec vero pars marítima hinc usque ad Iberum in medio quodammodo intervallo Sucronem habet fluvium et ejes excursum et ejusdem nominis urbem")». Indicó así que la ciudad de Sucro estaba situada en la mitad de la vía Augusta entre Tarragona y Cartagena. De hecho la actual villa de Albalat de la Ribera dista lo mismo de ambas ciudades pues está unos 300 km de Tarragona y a otros tantos de Cartagena.
Plinio el antiguo, naturalista y geógrafo (coetáneo de Jesucristo), ya en tiempo de Vespasiano cita (en su Naturalis historia) y siguiendo el litoral mediterráneo: al río Tader (Segura), a Illice (actual Elche), a Lucento (Alicante), a Dianio (Denia) y a la ciudad de Sucro (Albalat de la Ribera), situada junto al río que le da nombre (Sucro fluvius, et quondam oppidum, Contestania finis). Sigue con Valentia (Valencia) y señaló que la región Edetania se inicia en un «ameno lago que se inclina hacia la celtiberia» (la albufera de Valencia). Señala pues a la Albufera y no al Júcar como el límite entre ambas regiones íberas: (Contestania y Edetania). A continuación describe a Valentia (Valencia) y a Saguntum (Sagunto), remarcando que ambas ciudades están a la misma distancia del mar (tres millas) seguramente como medida de precaución frente a inesperados ataques de piratas.
Lucio Floro, de la familia de Séneca y contemporáneo de Trajano y de Adriano concreta en su obra Epitome que Sucro, situada al lado de su homónimo río, puede divisarse desde Laurona (actual Llaurí, situada a tan solo 8 km de Albalat).
Albalat se ha librado siempre de los desbordamientos del río Júcar (llamado «el destructor», por los árabes) por estar asentada sobre una elevación natural (alteret, altozano o alcudia). Fue una localización ideal para establecer un oppidum por ser la mejor zona para vadear el río, y porque al cruzarse allí el Júcar con la Vía Augusta se obtenía una localización estratégica, tanto para el paso de mercancías fluviales por el Júcar, como también para el transporte terrestre por la vía Augusta (la cual conectaba Roma con Gadir, la actual Cádiz).
En la partida del «alteret de la vint-i-huitena» (allí hoy solo hay campos de naranjos, adyacentes al casco urbano de Albalat) estarían situadas las mansiones romanas, es decir, la zona residencial de los más adinerados ciudadanos de Sucro.

### Sucro y su Portus Sucronis vs Ilice y su Portus Ilicitanus delimitando la Contestania íbera, al norte y al sur
El Portus Sucronis (al norte de la Contestania, situado en Cullera, a unos 14 km de la actual Albalat), tiene una clara correspondencia con el Portus Ilicitanus (al sur de la Contestania, situado en Santa Pola, también a unos 14 km de la actual Elche), marcando ambos puertos y ambas ciudades los límites septentrional y meridional de la antigua Contestania íbera (limitada al sur por el río Vinalopó y al norte por la Albufera). Ambos puertos estarían situados a distancia de sus ciudades de referencia por el temor existente entonces a los imprevisibles desembarcos y ataques de los piratas.

### Milenario de la Vía Augusta: Vasos Apolinares, Itinerario Antonino y anónimo de Ravenna

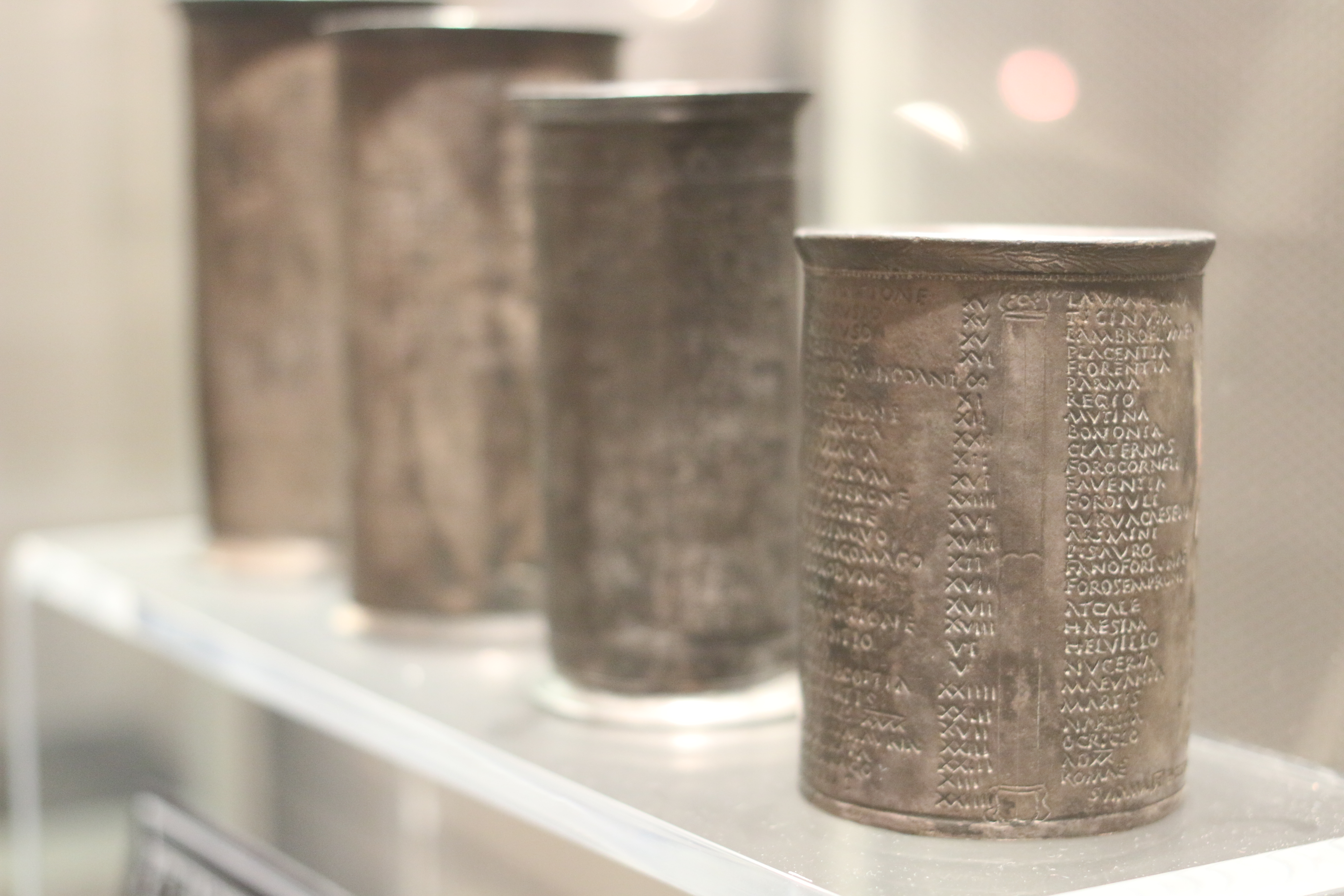
Los vasos de Vicarello.

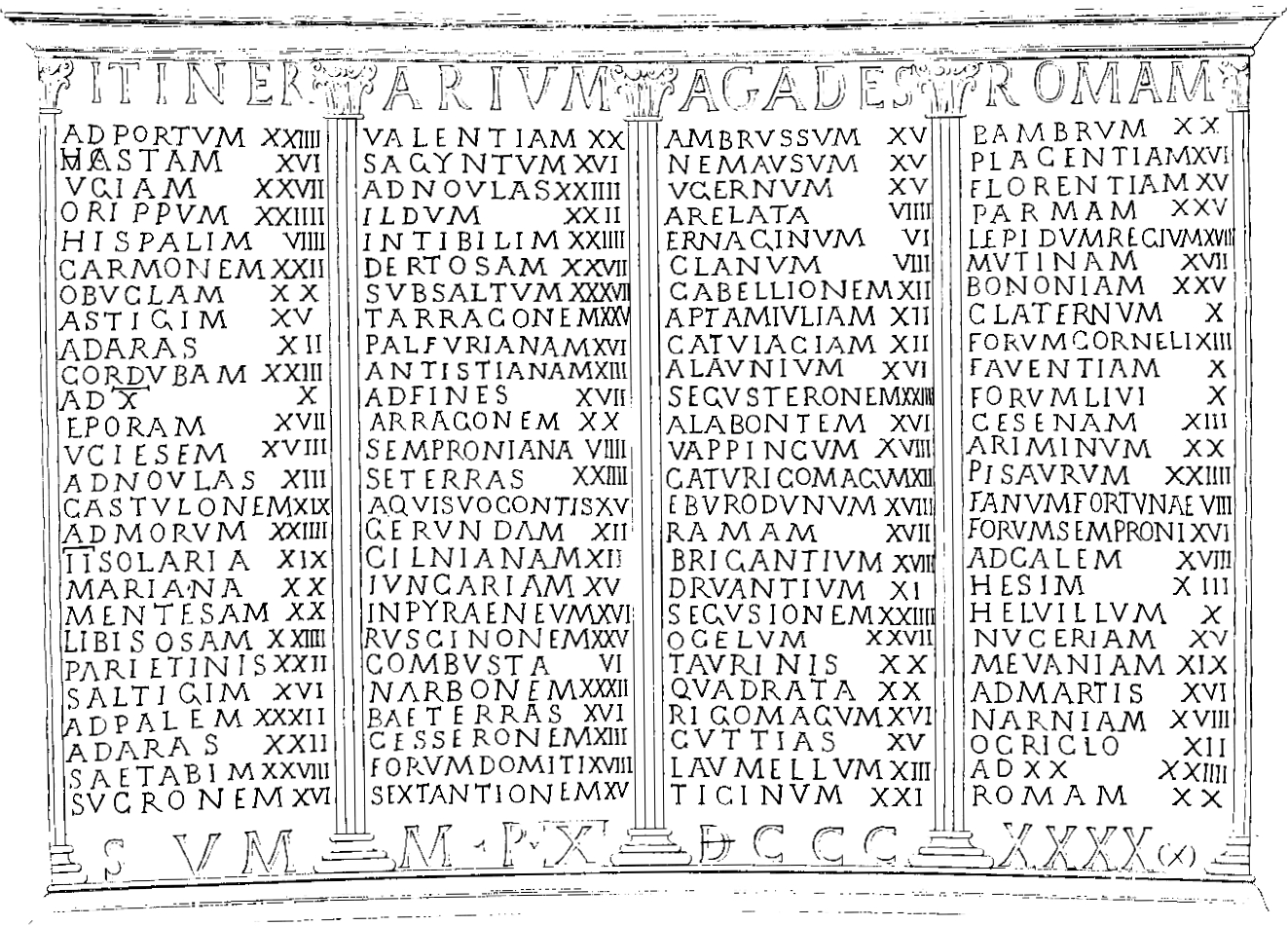
Svcronem entre Saetabim y Valentiam, abajo a la izquierda

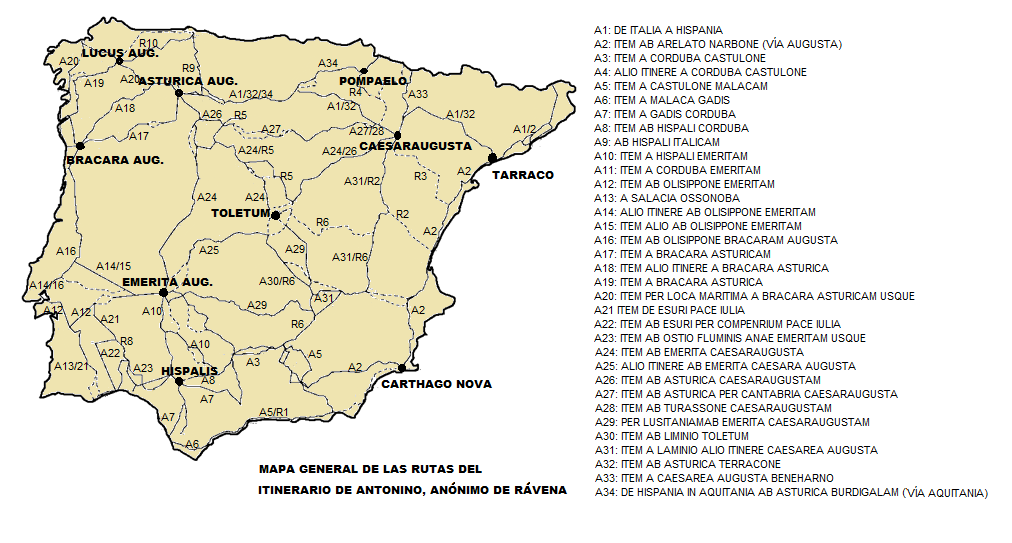
Mapa general Itinerario Antonino

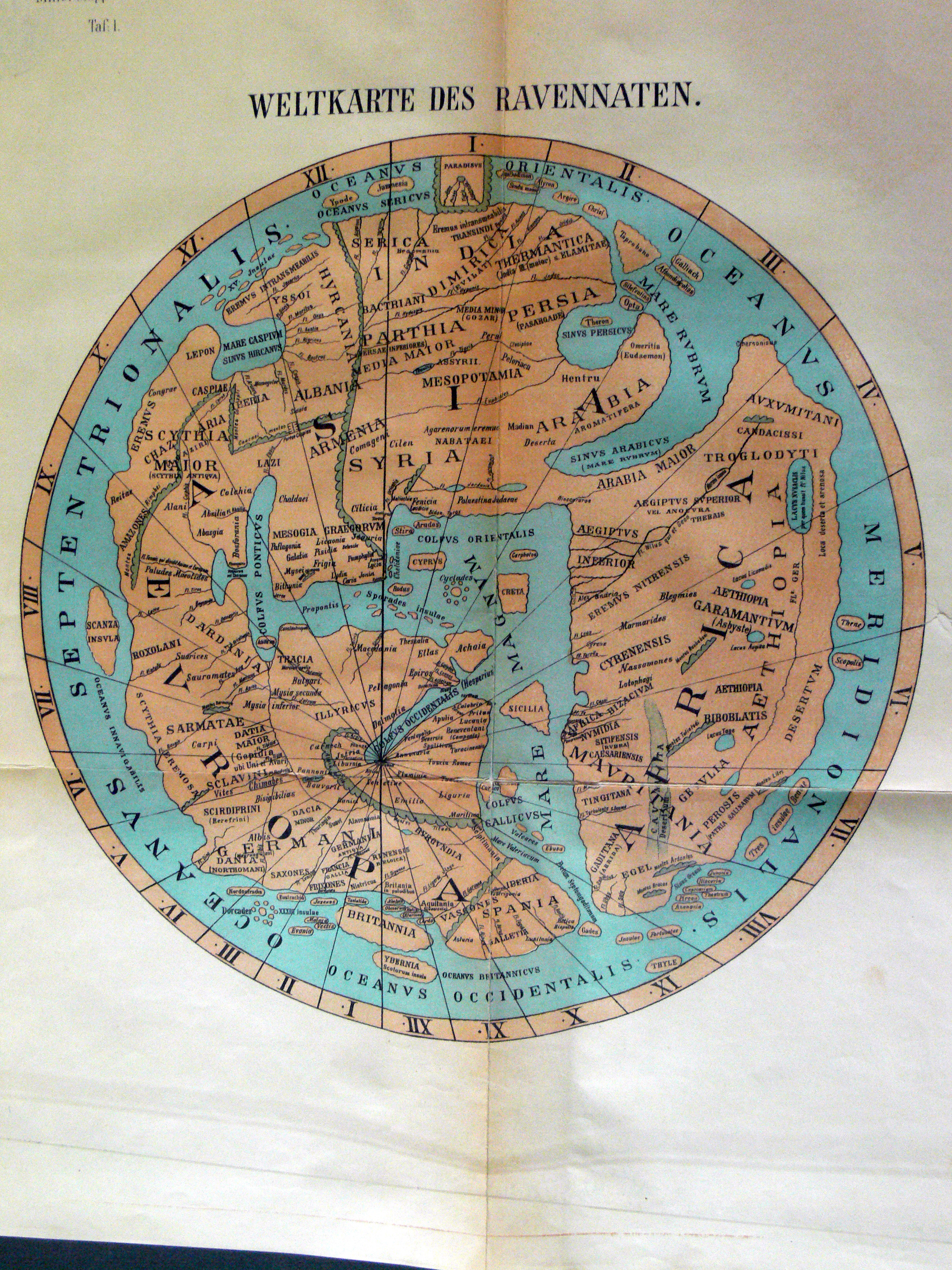
Mapa sacado del Anónimo de Rávena

En los Vasos Apolinares, también llamados Vasos de Vicarello, están grabados sobre plata los nombres y también las distancias entre las distintas estaciones de la Vía Augusta, la cual transcurría desde Roma hasta Gades (Cádiz) con una longitud total de unas 1840 millas romanas. Como la milia passuum es igual a 1480 m, el total recorrido de la Vía Augusta son 2726,5 km (1841 millas x 1481 metros). 
Los cuatro vasos de plata fueron descubiertos en 1852 en las termas de Vicarello, junto al lago de Bracciano (Acquae Apollinares), cerca de Roma,
Actualmente se conservan en Roma, en el Palacio Massimo alle Terme del Museo Nacional Romano.
En esos vasos se cifra la distancia entre Valencia y Sucro en 20 millas y entre Sucro y Játiva en 16 millas. 
Esas distancias coinciden con las aportadas por el llamado Itinerario Antonino o Itinerario de Antonino Augusto Caracalla del que solo se conserva un ejemplar de la época de Diocleciano (siglo IV). Es un documento de la Roma antigua, que se supone redactado en el siglo III, en el que aparecen recopiladas las rutas del Imperio romano. Se señalan 372 rutas, de las cuales 34 corresponden a las Provincias de Hispania (del n.º I al n.º XXXIV). 
Otro documento, el Anónimo de Rávena  o Ravennate (mucho menos antiguo que las dos fuentes anteriores) distingue entre la ciudad de Sucro y su Portus Sucronis que serían, respectivamente, las localidades actuales de Albalat y Cullera. Es un texto compilado por un cosmógrafo cristiano hecho en el siglo VII (aproximadamente sobre el año 670), manejando documentación de siglos anteriores (siglo III o siglo IV). Es una valiosa fuente escrita a tener en cuenta para el estudio de las calzadas romanas pero no proporciona las distancias, pues se limita solamente a consignar los nombres.
Las distancias entre ciudades, coincidentes en las dos primeras fuentes antiguas citadas, se corresponden con la realidad actual pues los 23,64 km (entre Sucrone y Saetabi) y los 29,56 km (veinte mile pasum) entre Sucrone y Valentia) se corresponden perfectamente con los 25 km que hay entre Albalat y Játiva y los 29 km que separan Albalat y Valencia.

### Publicaciones históricas y hallazgos arqueológicos
La localización de Sucro en Albalat por parte de los historiadores apareció ya muy avanzado el siglo XX, tras la profundización en el estudio de las vías romanas en Hispania y por el descubrimiento de restos romanos en la zona del «alteret de la vint-i-huitena», (cerca del casco urbano de la actual Albalat de la Ribera) y también en la otra orilla del vado del Júcar: en «La Granja», que hoy está en el término de Poliña del Jucar (con restos de los siglos I-II como la herma báquica, Balil, 1982:10, núm. 83, lám. IV, 3; Arasa, 2004: 334-335, fig. 17).
A finales del año 1957 al efectuarse unas zanjas de drenaje para los campos de naranjos en la partida del «alteret de la vint-i-huitena» (el cual se eleva dos o tres metros por encima de la zona circundante) aparecieran unas grandes piedras, restos de edificaciones, y una gran cantidad de cerámica ibérica y romana semejantes a los que años después se encontrarían en la población. Dan una cronología que comprende desde el s. III aC hasta bien entrada la romanización. 
En marzo de 1961 se encontraron casualmente unos restos arqueológicos al abrir unas zanjas para el alcantarillado. Los Sres. Fletcher Valls, Tarradell Miquel y Pla Ballester efectuaron una visita de inspección sobre los restos aparecidos (especialmente en la calle Peris Mencheta, calle situada justo sobre la Vía Augusta y de camino hacia el vado del Júcar). También hicieron una prospección en el «alteret de la vint-i-huitena» y encontraron también muchos restos en superficie, con recogida de abundante cerámica ibérica y también romana.
Tras analizar esos datos A. Schulten, (el cual había situado en un primer momento la ciudad de Sucro en Alcira) identificó Sucro con el actual Albalat. Schulten, (en Fontes Hispaniae Antiquae, Barcelona, 1937  ): página 210 "Así se dió la batalla cerca de la ciudad de Sucro (así Apiano, los demás indican el río Suero), que se debe buscar en Albalat, en donde la vía romana pasaba el río Sucro. De Gelio, 15, 22, 6, (p. 212) parece que resulta que la batalla fue entre Albalat al Sur y la Albufera de Valencia al Norte, porque la "palus" indicada por Gelio más bien se refiere a la Albufera.".
Ya dos años antes, en 1935, P. Bosch Gimpera y Aguado Bleye, escribieron: "la batalla (del Sucro) se libró a orillas del río Sucro y cerca de la ciudad del mismo nombre, situada, según parece, no lejos del Albalat de hoy". (Bosch Gimpera, P.; Aguado Bleye, P., Historia de España, vol. II, Madrid, 1935, llib. 1, pàg. 223.)
Pedro Aguado Bleye (Manual de historia de España: Prehistoria. Edades antigua y media, Espasa-Calpe, 1947, página 225) escribe: "reñida probablemente entre Albalat y la Albufera, en la que Sertorio obtuvo, a costa de graves pérdidas".
Ramón Menéndez Pidal (Historia de España: España romana, Espasa-Calpe, 1962, p 230) refiere "La batalla se libró a orillas del río Sucro y cerca de la ciudad del mismo nombre, situada, según parece, no lejos de la Albalat de hoy. El campo de batalla sería el comprendido entre Albalat y la Albufera".
En Revue d'histoire ecclésiastique, (Volumen 58,Partes 3-4 Université catholique de Louvain., 1963, página 1001): se lee : "à l'identification de l'antique cité fortifiée de Sucro — l'A. croit qu'elle se trouvait dans le voisinage d'Albalat de la Ribera".
E. Pla Ballester señaló en 1980 "zonas solo ligeramente elevadas, pero inmediatas a una corriente de agua que las protegía en parte, como ocurría con el poblado que estaba en el Alteret de la Ventiuitena de Albalat de la Ribera" (Nuestra Historia Vol. 1, Valencia 1980). 
E. Llobregat: "Como puede verse el camino es francamente costero...., evitando la Albufera por su orilla occidental, para cruzar el río por Albalat" (Nuestra Historia Vol. 2 Valencia 1980).
Solís y Gascó, en su traducción de los libros correspondientes a la segunda guerra púnica de Livio, (Madrid 1992, pàg. 301). en nota a pie de página, compartieron dicha localización al puntualizar: "Sucro, la actual Albalat, junto al Júcar".
Ferran Arasa i Gil (Les vies romanes del territori valencià, Generalitat Valenciana, 1995, página 110) "A 20 mp (29,6 km) de Valentia es trobava Sucro, posta situada a la vora del riu epònim, potser al mateix lloc que el campament (castra sucronem) establert pels romans durant la conquesta i mencionat l'any 206 aC ...  i, més endavant, les troballes de l'alter de Vint - i - huitena (Albalat de la Ribera) (Martínez Pérez, 1984 )".
Entre 1996 y 1998, ya a finales del siglo XX, Xavier Vidal y Carmen Martínez realizaron unas excavaciones en el núcleo urbano de Albalat alrededor de la ermita de San Roque, en las que encontraron restos de una vivienda y diferentes hogares.
Después, en la zona del «alteret de la vint-i-huitena» (el cual tiene una extensión de unas 60 hectáreas) se encontró el ángulo de la habitación de una casa y en su interior un hogar con restos cerámicos del siglo VIII a. C. los cuales señalaban una cronología similar a la de Sucro.. 
Se demostró así que el lugar estuvo habitado al menos desde el Bronce Final hasta la época romana tardía.
J. Vidal, C. Martínez: "Sucro habría ocupando la villa actual de Albalat pero abarcando también hasta el vecino paraje del «alteret de la vint-i-huitena», situado al norte del casco urbano".
Xavier Vidal señaló "Sucro podría haber estado en Albalat  por su maravillosa situación geográfica. El asentamiento estaría en un altozano dominando un punto en el que el Xúquer pasaba a discurrir de forma más regular por un cauce más definido, de fácil acceso. La función de la actual Cullera sería la de Portus de la ciudad de Sucro, la cual debería estar situada más hacia el interior como en muchas grandes ciudades del Mediterráneo".
Tras todo ello Toni Carrasquer, historiador de Sueca, señaló taxativamente "apostaría porque Sucro está en los sustratos de Albalat".
José Manuel Roldán Hervás, (Historia de España: Hispania romana, Espasa Calpe, 1997 - Página 20): "sus jefes, Indíbil y Mandonio, que atacaron los campos de las tribus vecinas, aliadas de los romanos,  suesetanos y sedetanos, en un momento difícil coincidente con un motín militar en el campamento romano de Sucro (Albalat, Valencia ). Escipión acudió a marchas forzadas a la región del Ebro, después de reprimir el motín, y consiguió .."
Universidad de Valencia. Departament de Geografía (Geoarqueologia i quaternari litoral: Memorial María Pilar Fumanal, 2000, página 161) "potser la ciutat de Sucro -tal vegada Albalat, d'acord amb els resultats de les excavacions a la Vintihuitena i a l'entorn de l'Ermita de Sant Roc, dirigides per C. Martínez i X. Vidal (1996 i 1997) — fóra el lloc central d'un territori entre els corresponents a ..."
Chofre M. L. (2002), en la página 254 de su tesis doctoral escribe:  "La arqueología nos muestra que la actual ciudad de Albalat de la Ribera se encuentra situada sobre lo que fue un poblado/establecimiento comercial, en un primer momento ibérico y posteriormente romano. El alto valor estratégico de su emplazamiento, bordeado por el río Sucro y a corta distancia de la Vía Augusta, tuvo que ser decisivo a la hora de su fundación y posterior desarrollo. Y no dudamos a la hora de atribuirle el topónimo de Sucronem... Desgraciadamente carecemos de estudios científicos que avalen lo que parecen apuntar los hallazgos casuales y los restos cerámicos recogidos en superficie, pero cabe esperar que en un futuro no muy lejano se puedan llevar a cabo las oportunas excavaciones arqueológicas que permitan conocer mejor las dimensiones y características de los yacimientos de Albalat de la Ribera"
Bonet y Ribera,  2003; Pérez Ballester, 2003: "Sucro, por su parte, se piensa que era un asentamiento ubicado en la actual Ribera del Xúquer, posiblemente Albalat, del cual dependería el Portus Sucronensis, seguramente establecido en la desembocadura del río en Cullera".
Helena Bonet y Albert V. Ribera (Romans i visigots a les terres valencianes, 2003, p. 80) escriben "Sucro, a la vora del Xuquer (,...) degué ser la primera instal·lació fixa creada per Roma al territori valencià, que posteriorment donaria lloc a una ciutat. La ubicació pareix ser que es trova a Albalat de la Ribera".
Gonzalo Arias (Repertorio de caminos de la hispania romana: estudios de geografía histórica, 2004) "Le tronçon Cullera-Albalat ne serait plus un embranchement, mais l'amorce d'une autre route de Sucro vers l'ouest."
F. H. Kerle., (Madrider Mitteilungen, Volumen 45 pp 275 277, 2004): "La Vintihuitena (Albalat de la Ribera) la Sucro de las fuentes, (Mata 2001, pag. 275) ... 3) La Carencia (Turís) 4) ¿La Vintihuitena-Sucro? (Albalat de la Ribera); 5) Saiti-Xátiva"
Pla estratègic de Sueca 2003-2005  (2005, página 17) "Mentre que la Vía Augusta travessaba el Xúquer, probablement a l'altura d'Albalat, en direcció a Xàtiva "
Geomorfologia litoral i quaternari: Homenatge al professor Vicenç M. Rosselló i Verger  (Joan F. Mateu Bellés · 2006, página 413) "Los diques aluviales en Albalat (¿Sucro?) contienen materiales del Bronce final (600-1.000 a.C.) a 1,60 m de profundidad y abundantes restos de la edad ibérica y romana (siglos II al V a.C.) a cotas cercanas a la superficie, en torno a 1 m de profundidad (excavaciones en el Alter de Vint - i - vuitena )".
Albert Ribera Lacomba, Manuel Olcina, (Pompeya bajo Pompeya: las excavaciones en la casa de Ariadna  Museo Arqueológico Provincial de Alicante - 2007) "el motín del campamento romano de Sucro, localizado en Albalat de la Ribera, junto al río homónimo, Júcar."
José Pérez Ballester; Ferran Arasa I Gil (Poblament rural i vies de comunicació en època romana a la Ribera del riu Xúquer (València) Recerques del museu D’Alcoi 19, 2010),  "El mateix Schulten proposa per primera vegada Albalat de la Ribera i Morote concreta aquesta opció al jaciment de l’Alter de la Vintivuitena situat en aquesta població. Aquest sembla l’assentament amb unes característiques més idònies per a l’emplaçament de la posta i potser també del campament (Borredá, a Aranegui, 1996: 33)….Inicialment Llobregat (1980: 69, 117) assenyala un traçat en època republicana que devia travessar el Xúquer per Albalat, on situa la mansio de Sucro al mateix lloc que l’antic campament republicà.." basades en les dades de què disposem, podem deduir que en època altimperial la zona estudiada es trobava ocupada de manera homogènia per un poblament rural disseminat, on potser només l’Alter de la Vintivuitena (Albalat) podria considerar-se una entitat poblacional major per la seua extensió.... Històricament el punt per on el camí devia travessar el riu és, sens dubte, Albalat: el nom ho indica i l’existència de l’important assentament de l’Alter de la Vintivuitena, amb nivells d’ocupació del Ferro Antic amb importacions fenícies, d’època ibèrica, ibero-romana i imperial, assenyalen la importància del lloc en relació amb el riu (Mata, 2001)."
David Quixal Santos (La Meseta de Requena - Utiel (Valencia) entre los siglos II a.C. y II d.C.MUSEO DE PREHISTORIA DE VALENCIA Núm. 118, página 11) " Sucro, por su parte, se piensa que era un asentamiento ubicado en la actual Ribera del Xúquer, posiblemente Albalat, del cual dependería el Portus Sucronensis, seguramente establecido en la desembocadura del río en Cullera (Bonet y Ribera, 2003; Pérez Ballester, 2003)."
Aranegui Gascó, Carmen (El sucronense sinus en época ibérica, 2015, Departament de Prehistoria y Arqueología de la Universidad de Valencia, página 128) "podría tratarse de una fortificación de finales del siglo iii o incluso de principios del ii a.C. de cariz ibero-romano, relacionada con el campamento de Sucro (Alter de la Vint-i-huitena, Albalat de la Ribera).... el núcleo después designado como Portus Sucrone en Cullera con respecto a L'Alter de la Vint-i-hitena - Sucro (Albalat de la Ribera)".
Antonio C. Ledo Caballero, Joan Carles Membrado Tena, Josep Montesinos i Martínez · (La Universitat de València i els seus entorns comarcals: La Ribera del Xúquer, 2016, página 16) "del campament romà de Sucro, situat molt probablement a l'alter de la Vint-i-huitena (Albalat). A la seua rodalia es va lliurar en el 75 a. C. la batalla de Sucro, en el context de les guerres sertorianes. L'inexorable procés de la romanització, ..." 
"Les altres possibles localitzacions de Sucro eren Alzira, Cullera i la ubicació més recent, a Albalat de la Ribera, que sembla la més encertada". (Montalbán Carmona, J. A., “La ciutat romana de Sucro i la seua errònia relació amb Sueca”. .Clapir. Revista Digital d’Història Valenciana. Edició Especial (2013-2017), 2017, pp. 20-23.) ISSNe: 2530-4232...."como resalta Morote Barberá, Sueca y Cullera quedan distantes a la Vía Augusta, la cual pasaba por Sucro, por lo tanto, solo quedan las posibilidades de Albalat de la Ribera o Alcira. No obstante, como ya se ha indicado anteriormente, a falta de nuevas excavaciones, nada indica que Alcira sea la ubicación actual de Sucro, quedando Albalat y su yacimiento del «alteret de la vint-i-huitena» como la única opción admitida actualmente entre los investigadores".
Negrete, Javier (La conquista romana de Hispania 2018) "Coincidiendo con la revuelta de los ilergetes y la enfermedad de Escipión se produjo un motín entre las legiones acampadas en Sucro (Albalat)".
Álvarez Rodríguez, Jesús, La Esfera de Los Libros, “Romanos de aquí”, 2021 “El (senador) más antiguo es Quinto Vario Severo Hybrida Sucronensis (…) un señor valenciano de Sucro, posiblemente situada en las cercanías de Albalat de la Ribera, junto al Jucar…”

## Estudios geológicos

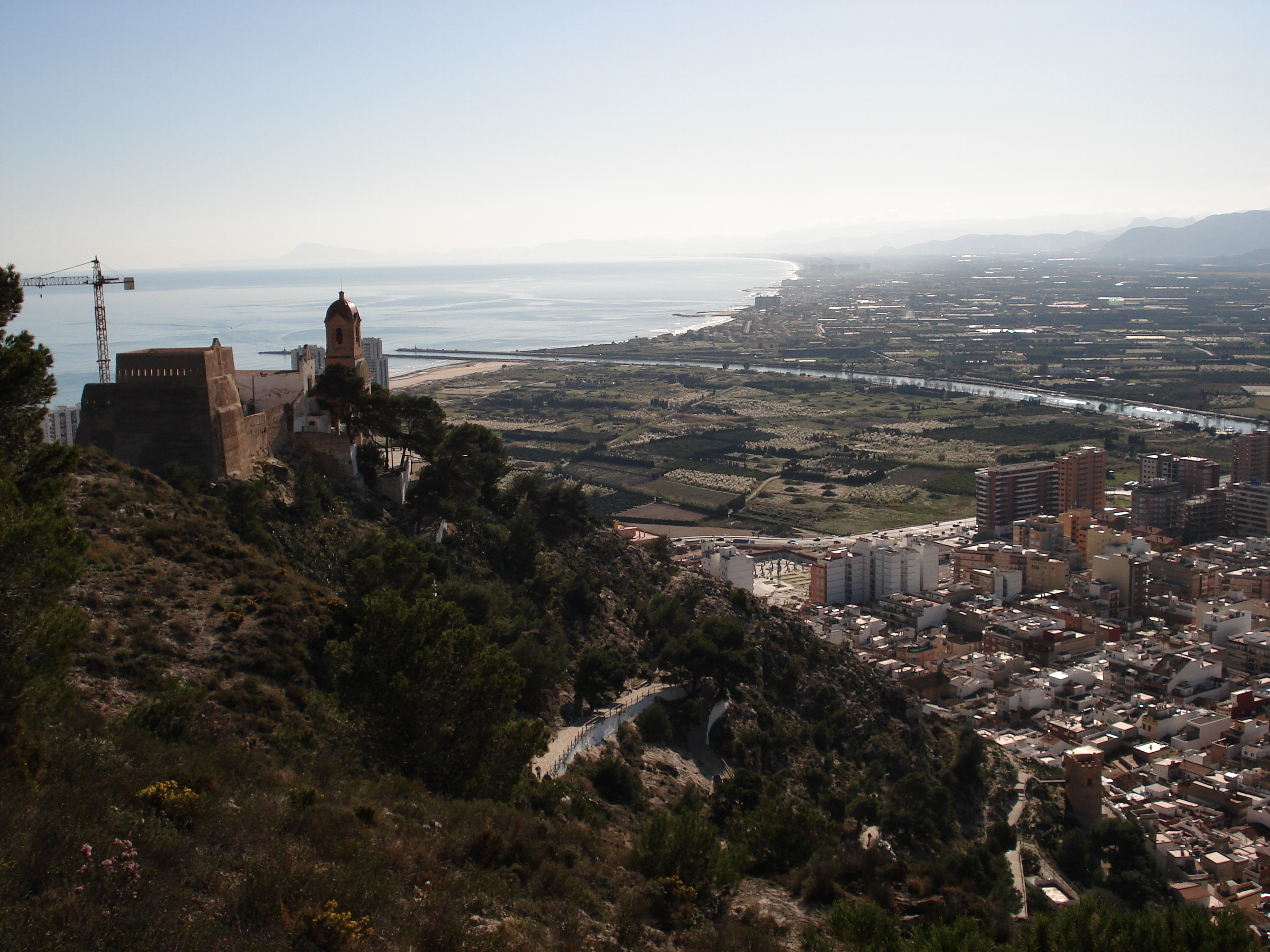
Desembocadura actual del Júcar al sur de Cullera

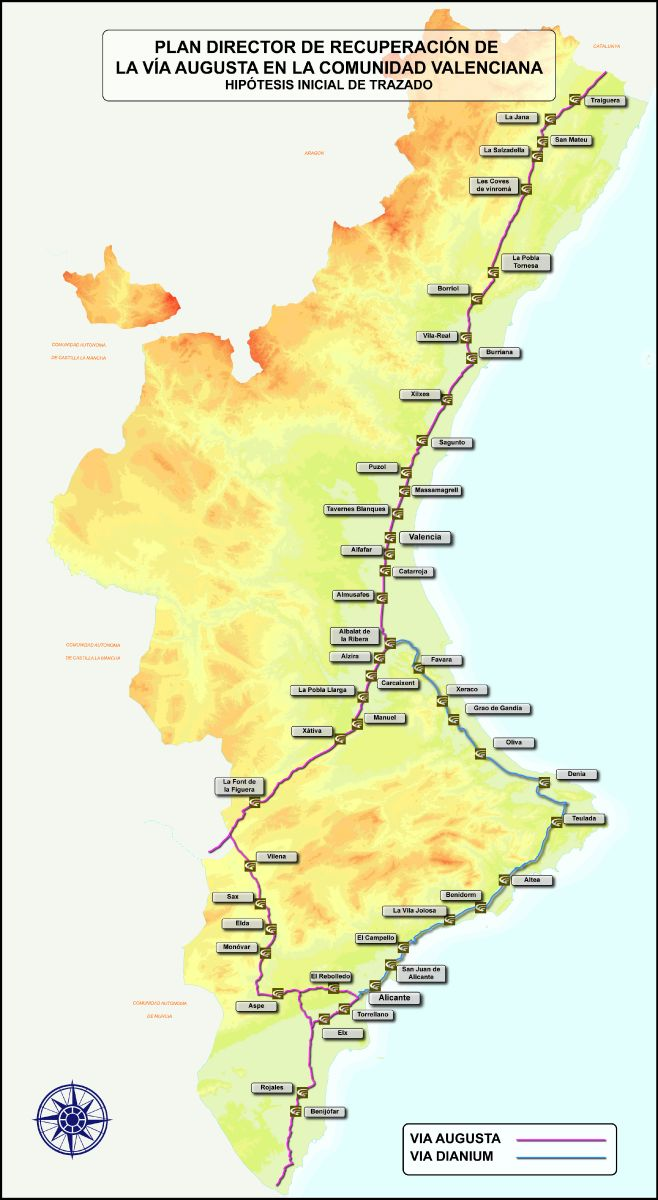
Mapa de la Vía Augusta en la Comunidad Valenciana

Estudios geológicos publicados por P. Carmona y J. M Ruiz han demostrado que entonces el Júcar dejaba de estar encajonado justo en Albalat  y se abría en un abanico aluvial de dos brazos los cuales desembocaban uno al norte y otro al sur del promontorio de Cullera, determinando así que el enclave de Sucro fuera idóneo para vadear el río, tanto en la época de Escipión (206 a. C.), como en la de Sertorio (75 a. C.) y también en épocas posteriores. 
Se ha calculado que los sedimentos aportados por los periódicos desbordamientos del Júcar habrían provocado un soterramiento progresivo de los restos romanos hasta una profundidad que oscilaría entre dos y cuatro metros.
Era, la de Sucro, una localización muy estratégica por estar situado entre las dos vías: la fluvial (el río Júcar) y la terrestre (la Vía Augusta) lo cual permitía el fácil control de las mercancías y de las tropas que transcurrieran por ambas.

## Últimos hallazgos
El 4 de octubre de 2019 el diario Levante informó que en la campaña finalizada el día anterior los arqueólogos habían localizado en Albalat de la Ribera una importante zona comercial anterior a la época imperial, con extracción de vasijas y materiales del periodo ibérico (ánforas y tinajas), considerándose todo ello como vestigios a favor de que Albalat albergó la antiquísima Sucro romana. 
En junio de 2020 se informó de que el grupo de trabajo Arqueología del Xúquer-Cabriel ha fechado las estructuras y materiales encontrados el año 2019 entre los siglos V y IV antes de Cristo, anteriores por tanto a la época imperial. Se realizó una prospección con georadar para decidir dónde se pueden realizar las catas de las próximas campañas arqueológicas en Albalat («alteret de la vint-i-huitena») cuando lo permita la actual pandemia.